# Roskovec alközség
Roskovec alközség alsó szintű közigazgatási egység Albánia délnyugati részén, Fier városától keletre, a Myzeqeja síkság délkeleti részén. Fier megyén belül Roskovec község területén található, székhelye Roskovec városa, további egyetlen települése Jagodina. A 2011-es népszámlálás alapján az alközség népessége 4975 fő. Síksági agrárterület.
Alacsony-Albánia déli részén, a Myzeqeja síkjának délkeleti részén, a Mallakastrai-dombság északnyugati előterében fekszik. Területén halad át a Fiert Poshnjával összekötő SH73-as jelű főút.
Területe a 20. század közepéig mocsárvidék volt, amelyet a második világháború után csapoltak le. Helyén dohányföldeket, szántóterületeket alakítottak ki, amelyet a várossá fejlesztett Roskovec mintagazdaságának munkásai műveltek meg. Az egykori mocsárvidék reliktumterülete a Roskoveci-láp (Këneta e Roskovecit), ahol a vízi rucaöröm (Salvinia natans) fontos állományalkotó faj.